# By Your Side (canción de Jonas Blue)
«By Your Side» es una canción del productor británico Jonas Blue, con vocales de Raye. Fue lanzado como descarga digital en el Reino Unido el 28 de octubre de 2016. Un remix de PBH y Jack Shizzle se incluyó en el álbum recopilatorio de Blue, Jonas Blue: Electronic Nature - The Mix 2017. "By Your Side" fue escrito por Grace Barker, Christy Zakarias, The Invisible Men y Blue, quien también produjo la canción.

## Posicionamiento en listas
| Lista (2016–17)                             | Mejor posición |
| ------------------------------------------- | -------------- |
| Australia (ARIA)                            | 33             |
| Austria (Ö3 Austria Top 40)                 | 56             |
| Bélgica (Flandes) (Ultratop 50)             | 45             |
| Bélgica (Valonia) (Ultratop 50)             | 44             |
| República Checa (Rádio Top 100)             | 41             |
| República Checa (Singles Digitál Top 100)   | 35             |
| Francia (SNEP)                              | 110            |
| Alemania (Media Control AG)                 | 45             |
| Hungría (Rádiós Top 40)                     | 32             |
| Irlanda (IRMA)                              | 13             |
| Italia (FIMI)                               | 46             |
| Mexico Airplay (Billboard)                  | 33             |
| Países Bajos (Dutch Top 40)                 | 28             |
| Países Bajos (Mega Single Top 100)          | 35             |
| Filipinas (Philippine Hot 100)              | 78             |
| Polonia (Polish Airplay Top 100)            | 3              |
| Portugal (AFP)                              | 52             |
| Escocia (Scottish Singles Sales Chart)      | 4              |
| Eslovaquia (Rádio Top 100)                  | 47             |
| Eslovaquia (Singles Digitál Top 100)        | 33             |
| España (Top 100 Canciones)                  | 47             |
| Suecia (Sverigetopplistan)                  | 94             |
| Suiza (Schweizer Hitparade)                 | 50             |
| Reino Unido (UK Singles Chart)              | 15             |
| Reino Unido (UK Dance Chart)                | 6              |
| Estados Unidos (Hot Dance Club Songs)       | 14             |
| Estados Unidos (Hot Dance/Electronic Songs) | 17             |